# Randolph Bresnik
Randolph James Bresnik (ur. 11 września 1967 w Fort Knox w stanie Kentucky) – amerykański pilot wojskowy i astronauta.

## Wykształcenie oraz służba wojskowa
- 1985 – ukończył Santa Monica High School, stan Kalifornia.
- 1989 – został absolwentem wojskowego college’u The Citadel (Karolina Południowa), gdzie uzyskał licencjat z matematyki. W maju rozpoczął służbę w Korpusie Piechoty Morskiej. Szkolenie podstawowe dla oficerów piechoty morskiej odbył w Quantico(inne języki) w stanie Wirginia.
- 1992-1998 – po zaliczeniu szkoleń lotniczych w bazach Pensacola (Floryda) oraz Beeville (Teksas) został pilotem lotnictwa morskiego i w 106 morskiej szkoleniowej eskadrze szturmowej stacjonującej w bazie Cecil Field (Floryda) rozpoczął szkolenie na myśliwcach F/A-18 Hornet. Następnie otrzymał przydział do 212 eskadry myśliwców szturmowych piechoty morskiej. Służył w bazach lotnictwa morskiego w Canoe Bay (Hawaje), El Toro i Miramar (Kalifornia). Podczas służby uczęszczał do Naval Fighter Weapons School znanej jako Top Gun.
- 1999-2001 – w styczniu 1999 rozpoczął roczne szkolenie w United States Naval Test Pilot School w Patuxent River w stanie Maryland. Po jego zakończeniu został pilotem testowy w Naval Strike Aircraft Test Squadron (doświadczalna eskadra lotnictwa szturmowego marynarki wojennej) gdzie oblatywał F/A-18 AD oraz F/A-18 E / F. W styczniu 2001 powrócił do szkoły lotniczej w Patuxent River. Był instruktorem lotów na F/A-18, T-38 oraz T-2.
- 2002 – na University of Tennessee w Knoxville otrzymał stopień magistra systemów lotniczych. W styczniu wrócił do NSATS tym razem w roli koordynatora projektu badań w locie F/A-18 AF. W listopadzie przeniesiono go do 11 Grupy Lotniczej Korpusu Piechoty Morskiej (MAG-11), gdzie był oficerem ds. planowania operacji.
- 2003 – w styczniu jednostkę przerzucono do Kuwejtu do bazy Ahmed Al Jaber. Jako pilot 225 dywizjonu myśliwców szturmowych na F/A-18 wziął udział w misjach bojowych podczas operacji: Southern Watch i Iraqi Freedom. W jednostce tej służył do czasu zakwalifikowania się do grupy astronautów NASA.
- 2008 – ukończył Akademię Wojenną Sił Powietrznych (Air War College) w Maxwell.

W sumie wylatał ponad 5800 godzin na 81 typach samolotów.

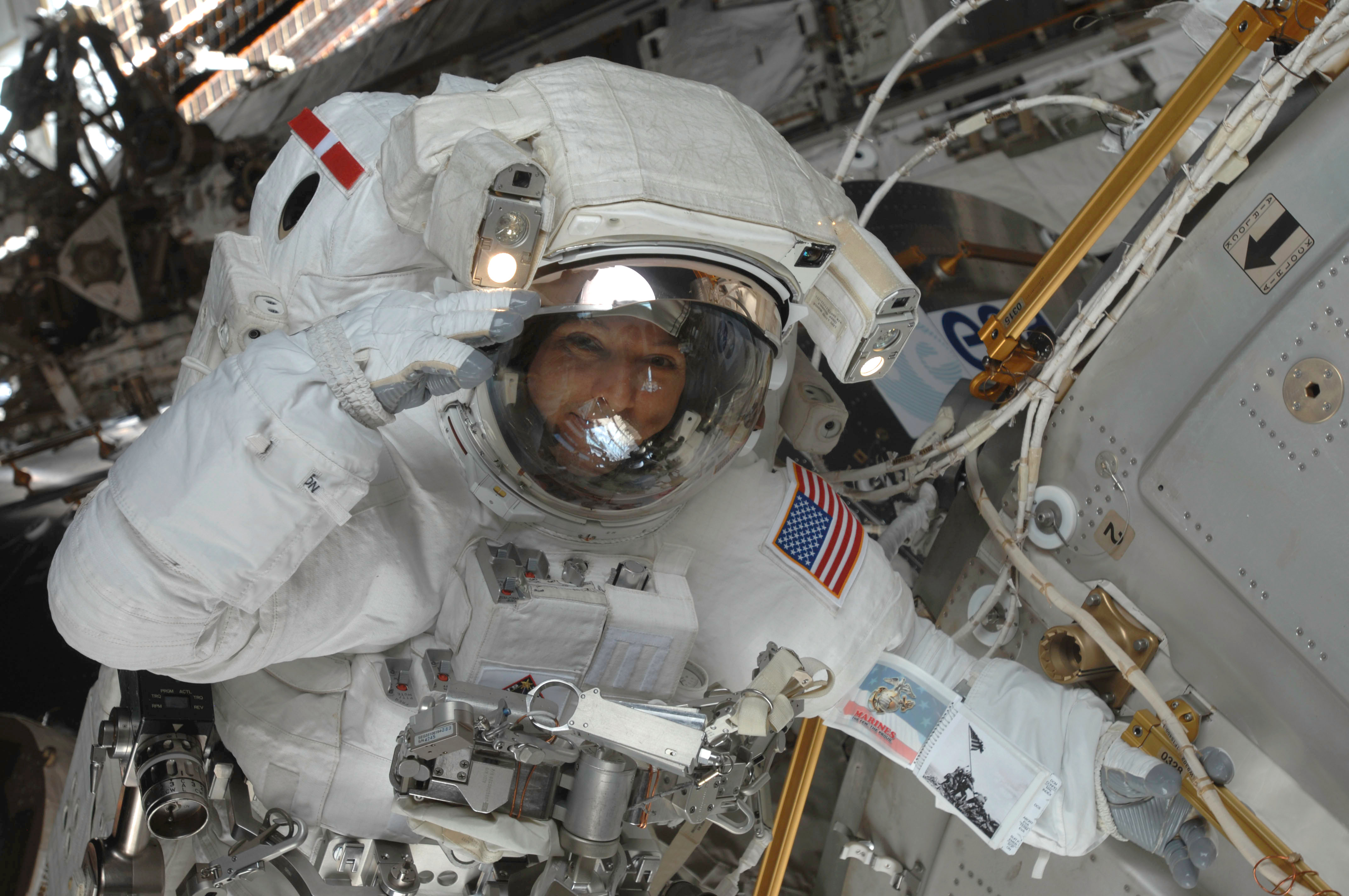
Randolph Bresnik podczas spaceru kosmicznego

## Praca w NASA i kariera astronauty
- 2004 – 6 maja został przyjęty do 19 grupy astronautów NASA.
- 2006 – w lutym w Johnson Space Center pomyślnie zakończył kurs podstawowy uzyskując uprawnienia pilota misji. Podczas szkolenia poznał m.in. budowę wahadłowców kosmicznych oraz Międzynarodowej Stacji Kosmicznej. Następnie został skierowany do pracy w Biurze Astronautów NASA.
- 2008 – 30 września został wyznaczony do swojej pierwszej misji kosmicznej – lotu STS-129[1]. Powierzono mu podczas tej wyprawy funkcję specjalisty misji.
- 2009 – w drugiej połowie listopada odbył ponad 10-dniowy lot kosmiczny na pokładzie promu Atlantis (STS-129), podczas którego dwukrotnie wykonywał prace w otwartej przestrzeni kosmicznej łącznie przez blisko 12 godzin[2].

## Nagrody i odznaczenia
- Meritorious Service Medal
- Air Medal – trzykrotnie
- Navy and Marine Corps Commendation Medal
- Navy and Marine Corps Achievement Medal – trzykrotnie
- Presidential Unit Citation
- Universal Astronaut Insignia za lot orbitalny (nr 506) – Stowarzyszenie Uczestników Lotów Kosmicznych (Association of Space Explorers(inne języki))[3]

## Wykaz lotów
| Loty kosmiczne, w których uczestniczył Randolph J. Bresnik              | Loty kosmiczne, w których uczestniczył Randolph J. Bresnik | Loty kosmiczne, w których uczestniczył Randolph J. Bresnik | Loty kosmiczne, w których uczestniczył Randolph J. Bresnik | Loty kosmiczne, w których uczestniczył Randolph J. Bresnik | Loty kosmiczne, w których uczestniczył Randolph J. Bresnik | Loty kosmiczne, w których uczestniczył Randolph J. Bresnik |
| Lp.                                                                     | Data startu                                                | Statek kosmiczny                                           | Data lądowania                                             | Statek kosmiczny                                           | Funkcja                                                    | Czas trwania                                               |
| ----------------------------------------------------------------------- | ---------------------------------------------------------- | ---------------------------------------------------------- | ---------------------------------------------------------- | ---------------------------------------------------------- | ---------------------------------------------------------- | ---------------------------------------------------------- |
| 1                                                                       | 16 listopada 2009                                          | STS-129 Atlantis F-31                                      | 27 listopada 2009                                          | STS-129 Atlantis F-31                                      | Specjalista misji (MS-2)                                   | 10 dni 19 godzin 16 minut i 13 sekund                      |
| Łączny czas spędzony w kosmosie – 10 dni 19 godzin 16 minut i 13 sekund |                                                            |                                                            |                                                            |                                                            |                                                            |                                                            |